# باري جاكسون (لاعب اتحاد الرغبي)
باري جاكسون (بالإنجليزية: Barry Jackson)‏ هو لاعب اتحاد الرغبي بريطاني، ولد في 9 أغسطس 1937 في مانشستر في المملكة المتحدة.